# Fium Alto
Der Fium Alto ist ein Fluss in Frankreich, der im Département Haute-Corse auf der Insel Korsika verläuft. Er  entspringt in der Landschaft Castagniccia, im Regionalen Naturpark Korsika, im Gemeindegebiet von Pie-d’Orezza, entwässert generell Richtung Ost bis Nordost und mündet nach rund 31 Kilometern an der Gemeindegrenze von Taglio-Isolaccio und Penta-di-Casinca in das Tyrrhenische Meer.

## Orte am Fluss
(Reihenfolge in Fließrichtung)
- Pie-d’Orezza
- Stazzona
- Folelli, Gemeinde Penta-di-Casinca